# Amblecote
Amblecote – osada w Anglii, w hrabstwie West Midlands, w dystrykcie Dudley. Leży 6 km od miasta Dudley. W 1961 roku civil parish liczyła 3009 mieszkańców. Amblecote jest wspomniana w Domesday Book (1086) jako Elmelecote.